# Кросс-Крик
Кросс-Крик (англ. Cross Creek) — американский биографический кинофильм 1983 года, выдвинутый в четырёх категориях на премию «Оскар»: «Лучшая женская роль второго плана» (Элфри Вудард), «Лучшая мужская роль второго плана» (Рип Торн), «Оригинальный саундтрек» и «Лучший дизайн костюмов». Он также участвовал в основной конкурсной программе Каннского кинофестиваля.

## Сюжет
В 1928 году Нью-Йоркская начинающая писательница Марджори Киннан Роулингс покупает апельсиновую рощу во Флориде, когда её последняя книга была отвергнута издательством. Переезжая туда она знакомится с местными жителями, в том числе и с афроамериканкой Чиги, которая начинает работать на неё, несмотря на то, что она не может ей заплатить.

## В ролях
- Мэри Стинберджен — Марджори Киннан Роулингс
- Элфри Вудард — Чиги
- Рип Торн — Марш Тернер
- Дэйна Хилл — Элли Тернер
- Джоанна Майлс — Миссис Тёрнер